# Kontinentalno slobodno zidarstvo
Kontinentalno slobodno zidarstvo (engl. Continental Freemasonry), također i liberalno slobodno zidarstvo, te adogmatsko slobodno zidarstvo, predstavlja jednu od dviju glavnih filozofskih tradicija unutar suvremenog slobodnog zidarstva. Temelji se na apsolutnoj slobodi savjesti, poticanju filozofskog propitivanja i promicanju progresivnih društvenih vrijednosti. Karakterizira ga otvorenost prema svim osobama bez obzira na njihova vjerska uvjerenja, spol ili svjetonazor. Ova tradicija svoj puni izraz dobiva u Francuskoj tijekom razdoblja prosvjetiteljstva, a posebno 1877. godine kada je Veliki orijent Francuske uveo apsolutnu slobodu savjesti kao jedno od svojih temeljnih načela. Danas je liberalno slobodno zidarstvo prevladavajući oblik slobodnog zidarstva u kontinentalnoj Europi, Latinskoj Americi i dijelovima Afrike. Okuplja milijune članova širom svijeta kroz brojne velike lože i dodatne redove. Njegova suprotnost je regularno slobodno zidarstvo, koje zadržava tradicionalna načela poput vjere u Vrhovno Biće.

## Kontinentalni ustroj i njegovo podrijetlo

### Rani počeci i razvoj (1725. – 1773.)
Poseban karakter liberalnog slobodnog zidarstva počeo se oblikovati iz rituala prve Velike lože Engleske koji se prakticirao u Francuskoj tijekom doba prosvjetiteljstva. Prva dokumentirana francuska loža osnovana je u Parizu 1725. godine, a 1773. godine službeno je utemeljen Veliki orijent Francuske. Te su rane francuske lože djelovale drugačije od engleskih — naglasak su stavljale na filozofsku raspravu i progresivno mišljenje. Postale su važne točke intelektualne razmjene, gdje su se plemići, filozofi i trgovci okupljali kao ravnopravni kako bi raspravljali o idejama. Taj egalitarni pristup bio je odraz vrijednosti prosvjetiteljstva i postao je temeljnom značajkom liberalnog slobodnog zidarstva.
Francuske su lože brzo postale žarišta prosvjetiteljskog mišljenja, privlačeći filozofe, znanstvenike i intelektualce. Ugledni mislioci poput Montesquieua, Voltairea, markiza de Lafayettea, Benjamina Franklina i mnogih drugih nalazili su u tim ložama prostor za slobodnu intelektualnu razmjenu.
Osnivanje Velikog orijenta Francuske 1773. godine predstavlja ključnu prekretnicu. Pod vodstvom vojvode od Montmorency-Luxembourga, nova je velika loža uspostavila principe demokratskog upravljanja koji su za svoje vrijeme bili izuzetno napredni — svaka loža imala je pravo glasa u organizacijskim pitanjima, a starješine loža birani su izborima, a ne imenovanjem.

### Revolucionarno razdoblje (1789. – 1815.)
Tijekom Francuske revolucije, lože su bile plodna tla za razvoj i širenje demokratskih ideja. Revolucionarno geslo "Liberté, égalité, fraternité", iako se njegovo točno podrijetlo i danas raspravlja među znanstvenicima, vjerojatno je proizašlo iz rasprava slobodnih zidara i loža, prije nego što je postalo krik revolucije, a zatim i službeni moto Francuske i Haitija.
Mnogi istaknuti revolucionari bili su slobodni zidari, uključujući Mirabeaua i markiza de Lafayettea. Iako nikada službeno potvrđeno, pretpostavlja se da je i Napoleon Bonaparte bio iniciran u slobodno zidarstvo, dok su brojni njegovi najbliži suradnici bili potvrđeni slobodni zidari. Međutim, to je razdoblje donijelo i brojne izazove. Za vrijeme Jakobinskog terora (1793. – 1794.) mnoge su lože obustavile svoj rad kako bi zaštitile članove. Neke istaknute vođe slobodnih zidara, poput Philippea Égalitéa (nekadašnjeg velikog majstora Velikog orijenta), pogubljeni su unatoč svojim revolucionarnim zaslugama.
Za Napoleonove vladavine (1799. – 1815.), slobodno zidarstvo je bilo istovremeno i zaštićeno i nadzirano. Napoleonov brat, Joseph Bonaparte, služio je kao veliki majstor Velikog orijenta, a u to je vrijeme pokušano koristiti slobodnozidarske mreže u državne svrhe. Unatoč tomu, liberalno slobodno zidarstvo zadržalo je svoju filozofsku neovisnost i nastavilo zagovarati društvene reforme progresivnog karaktera.

### Incident u Louisiani i rasna jednakost (1868. – 1869.)
Prvi veliki raskol između liberalnog slobodnog zidarstva i ostatka slobodnozidarskog svijeta dogodio se u Sjedinjenim Američkim Državama, a bio je usmjeren na pitanje rasne jednakosti. Godine 1868., Veliki orijent Francuske priznao je legitimnost rasno integrirane lože u Louisiani, čime je izravno osporio rasističku politiku Velike lože Louisiane, koja je strogo isključivala crne i mješovite članove.
Kao odgovor, Velika loža Louisiane prekinula je odnose s Velikim orijentom Francuske 1869. godine, a uskoro su je slijedile i mnoge druge američke velike lože. Taj događaj označio je ključnu točku razdvajanja između liberalnog i anglo-američkog slobodnog zidarstva. Veliki orijent čvrsto se zauzeo za rasnu jednakost te je već sljedeće godine donio rezoluciju kojom se izričito navodi da "boja kože, rasa ili vjeroispovijest ne smiju biti prepreka za inicijaciju". Ovo načelo postalo je jedno od temeljnih obilježja liberalnog slobodnog zidarstva, dok su mnoge američke velike lože zadržale rasnu segregaciju sve do duboko u 20. stoljeće.
Ipak, neke američke velike lože — poput onih iz Kalifornije, Washingtona i Iowe — nastavile su održavati odnose s Velikim orijentom Francuske sve do reformi iz 1877. godine, kada je došlo do konačnog raskida odnosa zbog različitih stavova o religijskom vjerovanju.

### Reforma iz 1877. i sloboda savjesti
Presudni trenutak za razvoj kontinentalnog slobodnog zidarstva dogodio se na statutarnoj konvenciji Velikog orijenta Francuske u rujnu 1877. Nakon opsežne rasprave, i presudnog izlaganja protestantskog pastora, skupština je glasovala za izmjenu članka 1. Konstitucija, koji je dotad zahtijevao vjeru u Boga i besmrtnost duše.
Pastor Frederic Desmons, predstavnik Lože "Napredak" (Loge Le Progrès) iz Nîmesa, iznio je ključni argument za reformu. U svom zabilježenom govoru pred konvencijom, Desmons je istaknuo kako obvezna vjerska uvjerenja proturječe temeljnim slobodnozidarskim načelima intelektualne slobode i univerzalnog bratstva, te da slobodno zidarstvo, kao nenadbiskupska i nereligijska institucija, ne bi smjela zahtijevati pripadnost bilo kojem vjerskom sustavu. Konvencija je prihvatila njegovu argumentaciju sa značajnom većinom glasova – 135 za, 76 protiv.
Izmjene Konstitucije obuhvaćale su tri konkretne točke:
- Uklanjanje obveze vjerovanja u božanstvo
- Uvođenje mogućnosti da sveti tekstovi budu prisutni, ali ne i obvezni
- Zamjena izraza Veliki arhitekt Svemira s formulacijom Na slavu čovječanstva.

Ova reforma postavila je temeljna načela kontinentalnog slobodnog zidarstva: apsolutnu slobodu savjesti, inkluzivnost i odbacivanje dogme, čime se ono trajno odvojilo od regularnih slobodnozidarskih struja.

### Globalno širenje (1877. – 1914.)
Nakon reforme iz 1877. godine, kontinentalno slobodno zidarstvo dobiva na značaju i počinje se ubrzano širiti izvan granica Francuske. Meksički nacionalni obred, utemeljen još 1833. godine, već je tada zastupao slična načela vjerske slobode te se kasnije formalno svrstao u liberalnu tradiciju.
U Francuskoj su lože, iako nisu bile jedini akteri, dale važan doprinos brojnim društvenim reformama. Zapisi iz tog razdoblja svjedoče o njihovom stalnom zalaganju za svjetovno obrazovanje, odvajanje Crkve od države te prava žena. Mnogi ugledni političari Treće Francuske Republike, poput Julesa Ferryja i Léona Gambette, bili su slobodni zidari, iako je članstvo u ložama predstavljalo samo jedan dio njihova javnog i političkog identiteta.
Važna prekretnica dogodila se 1893. osnivanjem Velike simboličke škotske lože "Le Droit Humain", koja je nastalo iz tzv. loža posvojenja, u kojima su žene mogle sudjelovati, ali pod nadzorom muškaraca. Godine 1882. Maria Deraismes postala je prva žena inicirana u jednu regularnu francusku ložu, čime je otvoren put prema istinski mješovitom slobodnom zidarstvu. Do 1900. godine Le Droit Humain već je imao aktivne lože u Francuskoj, Belgiji i Engleskoj.

### Uspon liberalnih nadležnosti (od 1961.)
Šezdesete godine 20. stoljeća označile su razdoblje značajnih promjena za liberalno slobodno zidarstvo. Osnivanje organizacije CLIPSAS 1961. godine predstavljalo je prvo formalno međunarodno tijelo za suradnju liberalnih nadležnosti. Jedanaest suverenih velikih loža potpisalo je tzv. Strasburški apel, kojim su uspostavljena načela međunarodnih odnosa među liberalnim velikim ložama — načela koja i danas imaju velik utjecaj.
Tijekom studentskih i radničkih prosvjeda u svibnju 1968. u Francuskoj, liberalno slobodno zidarstvo aktivno je sudjelovalo u društvenom dijalogu. Veliki orijent Francuske službeno je podržao prava studenata i radnika, zadržavajući pritom svoju tradicionalnu ulogu prostora za razumnu raspravu. U tom se razdoblju povećava angažman slobodnih zidara u aktualnim društvenim temama, uključujući pitanja okoliša i feminizma.
Sedamdesetih i osamdesetih godina sve se više raspravljalo o ulozi žena u do tada isključivo muškim liberalnim nadležnostima. Iako Le Droit Humain prakticira mješovito slobodno zidarstvo još od 1893., druge liberalne velike lože dugo su zadržavale spolnu odvojenost. Velika ženska loža Francuske, osnovana 1945. godine, izrasla je u najvažniju žensku veliku ložu, potvrđujući trajnu potrebu za zasebnim prostorima za žene unutar liberalnog slobodnog zidarstva.
Veće promjene u pristupu spolu započele su tek u 21. stoljeću. Godine 2010., Veliki orijent Francuske donio je odluku kojom je dopustio pojedinim ložama da samostalno odlučuju o inicijaciji žena — iako provedba te odluke i dalje varira među ložama.

## Predstavnici
Među predstavnicima liberalnog i adogmatskog pravca u slobodnom zidarstvu, između ostalih, su:
- Veliki orijent Austrije (AME, CLIPSAS, AACEE)
- Veliki orijent Belgije (AME, AACEE*)
- Veliki orijent Francuske (AACEE*)
- Velika nacionalna loža Hrvatske (AME, CLIPSAS, AACEE)
- Velika simbolička loža Hrvatske
- Velika loža Italije (AME, CLIPSAS, AACEE)
- Veliki orijent Mađarske (AACEE)
- Veliki orijent Rumunjske (AME, CLIPSAS, AACEE)
- Veliki orijent Slovenije (AME, CLIPSAS, AACEE)
- Velika liberalna loža Srbije (CLIPSAS, AACEE)